# Rappahannock (rivier)
De Rappahannock is een rivier van ongeveer 294 km lang in het oosten van Virginia in de Verenigde Staten. Ze stroomt van de Blue Ridge Mountains in het westen naar de Chesapeake Bay ten zuiden van de Potamac.
Ze wordt door sommigen beschouwd als de grens tussen "Noord" en "Zuid" tijdens de Amerikaanse Burgeroorlog; de rivier was dan ook het toneel van diverse veldslagen in die oorlog, waarvan de belangrijkste de Slag bij Fredericksburg in 1862 was.
Het stroomgebied van de rivier is ongeveer 7405 km², oftewel 6% van de oppervlakte van de staat Virginia. De Rapidan voegt zich bij de Rappahannock zo'n 15 km ten noordwesten van Fredericksburg.
- Library of Congress Control Number: sh85111434
- National Archives and Records Administration: 10038661
- Nationale Bibliotheek van Israël: 987007563117705171
- Virtual International Authority File: 315526313
- WorldCat: E39PBJf48WXhHBQkKcCbRcHXBP